# 박치왕
박치왕(朴治王, 1969년 11월 20일 ~ )은 KBO 리그 상무 야구단의 감독이다.

## 선수 시절

### 상무 야구단시절
1990년에 입단하였다.

## 야구선수 은퇴 후
잠시 모교에서 코치를 맡은 것 외에는 자신이 복무했던 상무에서 지도자 생활을 하고 있다. 1994년부터 줄곧 상무의 코치를 맡으면서 상무의 퓨쳐스 리그 8회 우승(2002년 ~ 2010년)과 전국체전 5회 우승 등에 공헌했다. 2010년까지 감독이었던 김정택이 정년 퇴임하자 그가 감독으로 취임했다.

## 트리비아
- 상무 시절에 양준혁과 동기였다.

## 출신 학교
- 서울성남중학교
- 서울 성남고등학교
- 인천체육전문대학